# Cabinet (guvernământ)
Cabinetul este un corp de funcționari de stat de rang înalt, care constă, în general, din conducătorii ramurii executive. Cel mai adesea aceștia sunt numiți miniștri (drept care cabinetul mai este numit și Consiliu de miniștri), dar în anumite jurisdicții sunt numiți secretari. Funcția unui cabinet variază: în unele țări este un organism colegial de decizie cu responsabilitate colectivă, în timp ce în altele acesta poate funcționa fie ca un organism pur consultativ, fie ca o instituție care asistă la decizia unui șef de stat sau șef al guvernului. Cabinetele sunt, de obicei, organul responsabil cu gestionarea zilnică a guvernului și cu răspunsul la evenimente bruște, în timp ce sucursalele legislative și judiciare funcționează într-un ritm măsurat, în sesiuni în conformitate cu proceduri îndelungate. 

## Funcții
Fiecare stat la nivel legislativ atribuie anumite funcții Cabinetului de Miniștri. În același timp, este posibil să se identifice principalele funcții inerente întregului organism executiv superior, această reglementare a relațiilor în domeniile:
- politica externă;
- politica internă;
- securitatea națională;
- apărarea națională și politica militară;
- politica economică;
- politica socială.

## Originea cabinetelor
În Regatul Unit și în coloniile sale, cabinetele au început să fie subgrupe mai mici ale Consiliului Privat al Angliei. Termenul provine de la numele unei camere relativ mici și private folosite ca studiu sau retragere. Expresii, cum ar fi "consilierul cabinetului", adică consiliere oferită în mod privat monarhului, apar de la sfârșitul secolului al XVI-lea și, având în vedere ortografia nestandardizată a zilei, este adesea dificil să se facă distincția dacă "consiliul" sau "sfatul" se înțelege.
Oxford English Dictionary îl acordă pe Francis Bacon în eseurile sale (1605) cu prima utilizare a "Cabinetului consiliului", unde este descris ca un obicei străin, despre care dezaprobă: "Pentru care inconveniente, doctrina Italiei și practica Franța, în vremurile unor regii, a introdus consiliere în cabinet, un remediu mai rău decât boala."
Charles I a început un consiliu oficial de cabinet de la aderarea sa în 1625, deoarece Consiliul său Privat sau "consiliu privat" nu era în mod evident destul de privat, iar prima înregistrare a "cabinetului" în sine pentru un astfel de organism vine din 1644 , și este din nou ostilă și asociază termenul cu practici străine dubioase. Procesul sa repetat în ultima vreme, deoarece liderii au simțit nevoia de a avea un Cabinet de Bucătărie sau un "guvern de canapele".

## Sistemul comunist
Statele comuniste pot fi conduse de facto de către Birou politic (Politbiro), cum ar fi Birou Politic al Partidului Comunist al Uniunii Sovietice. Acesta este un organ al Partidului Comunist și nu un organ de stat, dar, datorită unei guvernări unice, statul și cabinetul său (de exemplu Guvernul Uniunii Sovietice) sunt, în practică, subordonate Biroului Politic. Din punct de vedere tehnic, un Birou Politic este supravegheat și membrii săi aleși de Comitetul Central, însă în practică era adesea invers: membri puternici ai Biroului Politic ar asigura sprijinul lor în cadrul Comitetului Central prin patronaj. În China, puterea politică a fost mai mult centralizată într-o comisie permanentă a Politburo.